# Václav Peták

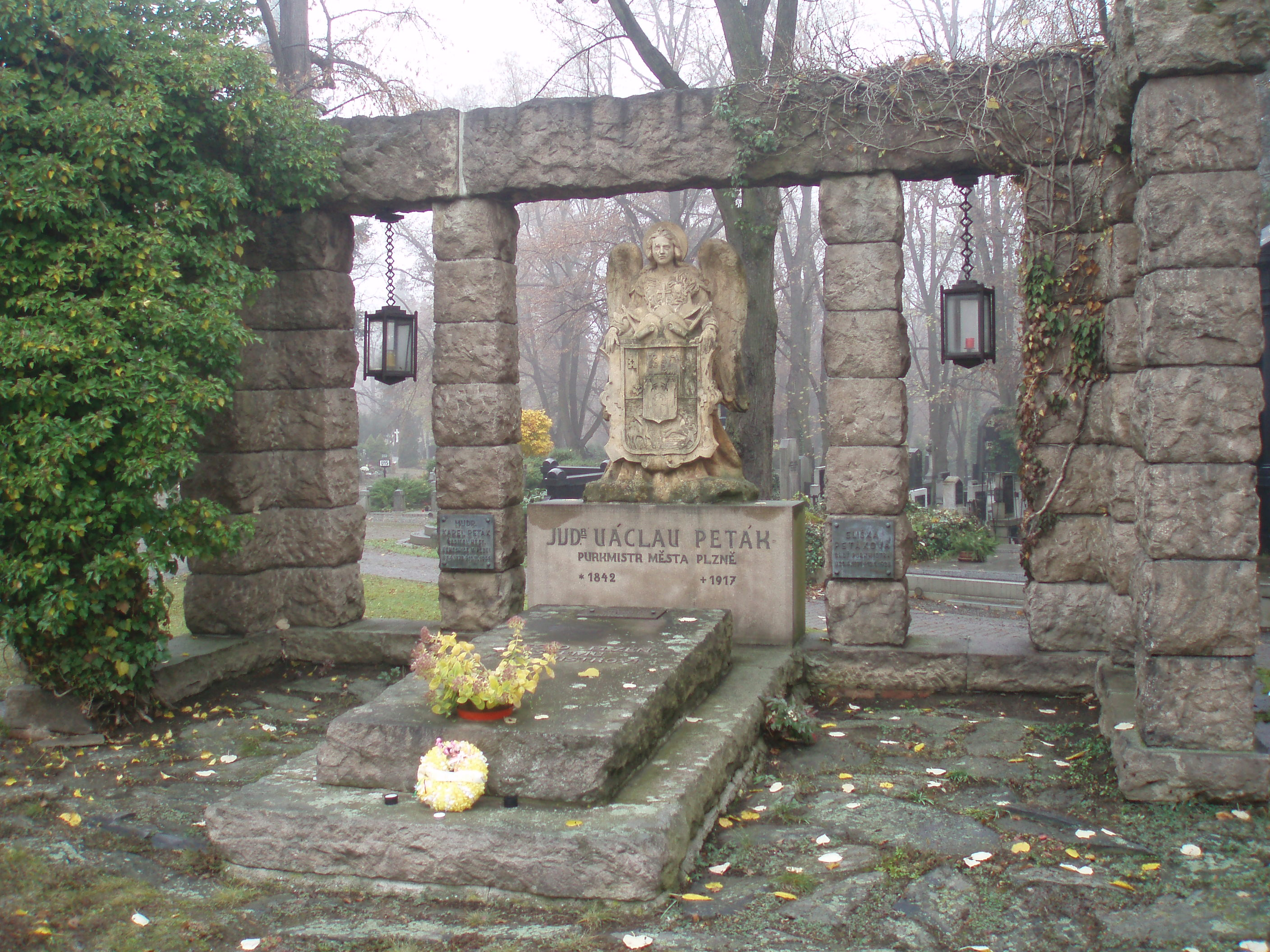
Hrob Václava Petáka na Ústředním hřbitově v Plzni

JUDr. Václav Peták (24. září 1842 Rosovice – 19. listopadu 1917 Plzeň) byl právníkem a významným purkmistrem města Plzně.

## Život

### Mládí
V mládí studoval práva v Praze. V roce 1868 přichází do Plzně, kde pracuje nejdříve u c. k. krajského soudu a po promoci na doktora práv jako koncipient v advokátní kanceláři. V roce 1874 si otevírá vlastní advokátní kancelář a je zvolen do obecního zastupitelstva. Dlouhé období, v němž Václav Peták působil jako radní, jej dokonale připravilo pro jeho purkmistrovskou roli. Dá se dohadovat, že díky svým schopnostem již jako radní byl v pozadí řady důležitých rozhodnutí městské správy.

### Purkmistr Plzně
V letech 1892–1917 působí jako plzeňský purkmistr. Nástupem Petáka do úřadu purkmistra (primátora) se potvrzuje obrat v rozvojové politice města od liberálního nezasahování a volného podnikání k aktivní úloze představitelů a orgánů města v jeho rozvoji a uspořádání. Peták především začal prosazovat svou vizi Plzně jako „školského města“, zřejmě jako protiklad dosavadního image „černé Plzně“. První roky Petákova purkmistrovství znamenají také začátek systematického dohánění ostatních významných měst v budování infrastruktur, jež tehdy k modernímu velkoměstu nutně patřily. Město se tak konečně dočkalo veřejného vodovodu, kanalizace a tramvajové dopravy. Devadesátá léta a v poněkud menší míře i další první desetiletí 20. století bylo – nesporně také Petákovou zásluhou – období, kdy se v Plzni postavila řada budov pro nejrůznější vzdělávací a kulturní instituce; často se přitom vybavovaly vlastními budovami instituce existující již od šedesátých či sedmdesátých let. Otevření městského Velkého divadla v roce 1902, výstavba muzea v letech 1897–1901 a Měšťanská beseda z roku 1901 završily Petákův program transformace Plzně. Za čtvrtstoletí dokázala Petákova administrativa využít ekonomického potenciálu města k přeměně Plzně z chaoticky rostoucího průmyslového města na silné regionální centrum se všemi dobovými vymoženostmi velkoměsta. Například 29. června 1899 zahájil v Plzni osobně provoz Elektrických drah královského města Plzeň. V období Petákova působení ve vedení města se Plzeň stává moderním českým velkoměstem.
Svým prakticismem, pragmatismem a schopností komunikovat a spolupracovat s rozhodujícími aktéry ve městě i mimo něj Peták plně vyhovoval podmínkám, v nichž se Plzeň nacházela. Dařilo se mu tlumit sociální i národnostní konflikty, které v prudce rostoucím městě na etnické hranici nutně vznikaly. Ve vztahu k monarchii byl Peták vždy loajálním poddaným, a to až do posledních let monarchie za války.
Peták byl rovněž velkým znalcem školských zákonů a předpisů. Na zemském sněmu mu byl svěřen referát národního školství.
Byl dvakrát ženat. V pražském kostele sv. Tomáše na Malé Straně se 24. dubna 1868 oženil s Boženou Rákosníkovou (1848–1891), dcerou pražského měšťana Václava Rákosníka. Božena byla významnou organizátorkou veřejného života a zakladatelkou České jednoty paní a dívek v Plzni. Z manželství vzešlo pět dětí: Emil (1870–1911), Václav (1875–1882), Karel (1878–1944), Jindřich (1879–1935) a Ludmila (1884–1885).
Po smrti první manželky uzavřel 19. prosince 1893 v Plzni sňatek s Eliškou Pachmanovou (1870–1928). Měli spolu syny Václava (1895–?), Jaromíra (1899–?) a dceru Elišku (1902–1958), provdanou Vančurovou.

### Úmrtí
Václav Peták zemřel 19. listopadu 1917 v Plzni ve věku 75 let a byl pochován v hrobce na plzeňském Ústředním hřbitově, nedaleko hřbitovního kostela svatého Václava.

### Po smrti
Pomník připomínající působení Václava Petáka byl slavnostně odhalen dne 19. listopadu 1927 na Ústředním hřbitově. Mohutný pomník z dílny Hanuše Zápala se nachází na tomto hřbitově pod kaplí sv. Václava a je tvořen šesti mohutnými sloupy, na jejichž kladí sedí sokol. Před sloupy stojí anděl nesoucí plzeňský městský znak.
V městské části Plzeň 3 se dnes nachází Petákova ulice pojmenovaná na počest tohoto významného purkmistra.